# Juke box (album)
Juke box è l'album di debutto della cantante italiana Wilma De Angelis pubblicato dalla casa discografica Philips nel 1959. Le musiche sono state eseguite da Piero Soffici e la sua orchestra.
Con i brani Per tutta la vita e Nessuno, la cantante ha partecipato per la prima volta al Festival di Sanremo 1959. Il brano Nessuno, che ha cantato assieme a Betty Curtis, riesce anche a superare il primo turno.

## Tracce
Lato A
1. Per tutta la vita (Testa, Spotti)
2. Juke box (Malgoni, Beretta)
3. La pioggia cadrà (Bécaud, Panzeri, Delanoe)
4. Tua (Pallesi, Malgoni)
5. Stornello dispettoso (Medini, Soffici)

Lato B
1. Nessuno (De Simone, Capotosti)
2. Non avevo che te (Testoni, P.E. Bassi)
3. Calypso melody (Larry Clinton, Panzeri)
4. No jazz (Alvaro)
5. La grande carretera (W. Righi)